# Acroyoga

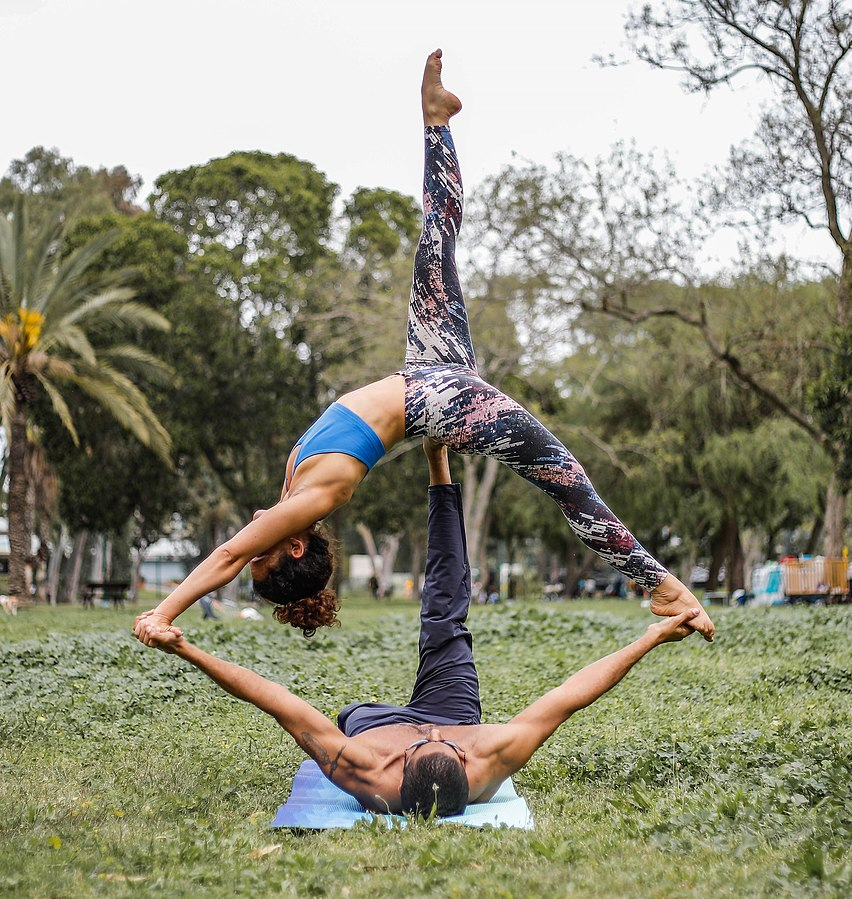
Participer dans un parc.

 (décembre 2016).
L'Acroyoga (également écrit Acro-Yoga ou AcroYoga) est le nom d'une discipline de yoga qui combine le yoga avec l'acrobatie et parfois le massage.

## Historique
L'acroyoga s'est développé aux États-Unis, vers le début des années 2000 et se pratique à plusieurs.  